# George G. Cantlay
George Gordon Cantlay Jr.  (* 2. August 1920 in Honolulu, Hawaii; † 6. Dezember 1999 in Williamsburg, Virginia) war ein Generalleutnant der United States Army. Er war unter anderem Kommandeur der 2. Panzerdivision.
George Cantlay war ein Sohn von George Gordon Cantlay (1883–1959) und dessen Frau Helen Reid (1887–1986). Er besuchte die öffentlichen Schulen seiner Heimat einschließlich der Punahou School. Anschließend studierte er für einige Zeit an der University of Hawaii. Im Jahr 1943 absolvierte er die United States Military Academy in West Point. Nach seiner Graduation wurde er als Leutnant in das Offizierskorps des Heeres aufgenommen. In der Armee durchlief er anschließend alle Offiziersränge vom Leutnant bis zum Drei-Sterne-General.
Im Lauf seiner militärischen Karriere absolvierte Cantlay verschiedene Kurse und Schulungen. Dazu gehörten unter anderem das Command and General Staff College und das United States Army War College. Außerdem erhielt er einen akademischen Grad von der George Washington University.
Während des Zweiten Weltkriegs war Cantlay auf dem europäischen Kriegsschauplatz eingesetzt, wo er eine Panzerkompanie kommandierte. Im weiteren Verlauf seiner Karriere absolvierte er den für Offiziere in den entsprechenden Rangstufen üblichen Dienst in verschiedenen Einheiten und Standorten. Dazu gehörten auch Aufgaben als Stabsoffizier in verschiedenen Hauptquartieren. Zwischenzeitlich war er Dozent an der Militärakademie in West Point und am Army War College.
Cantlay war auch im Koreakrieg eingesetzt, wo er einer Einheit der 7. Infanteriedivision angehörte. Von 1962 bis 1965 gehörte er dem Stab des Army War Colleges an und in den Jahren 1966 bis 1968 war er Stabsoffizier beim Chief of Staff of the Army. In den Jahren 1968 bis 1970 war er im Vietnamkrieg zunächst als Stabsoffizier bei der 1. Infanteriedivision und dann beim dortigen amerikanischen Hauptquartier eingesetzt.
Zwischen dem 3. August 1971 und dem 16. Juli 1973 hatte George Cantlay das Kommando über die 2. Panzerdivision in Fort Hood, dem heutigen Fort Cavazos. Seine letzte größere Aufgabe führte ihn nach Brüssel zur NATO, wo er sechs Jahre lang in verschiedenen Funktionen dem dortigen Generalstab angehörte. Nach 39 Jahren als Offizier des US-Heers schied er im Jahr 1982 aus dem aktiven Militärdienst aus.
George Cantlay verbrachte seinen Lebensabend in Williamsburg in Virginía, wo er ab 1986 lebte. Dort nahm er aktiv am kommunalen Leben teil und war Mitglied mehrerer Vereine und Organisationen. Der mit Wilhelmina Shannon Davison (1924–2008) verheiratete Offizier starb am 6. Dezember 1999 und wurde auf dem Friedhof der Militärakademie in West Point beigesetzt.

## Orden und Auszeichnungen
George Cantlay erhielt im Lauf seiner militärischen Laufbahn unter anderem folgende Auszeichnungen:
- Defense Distinguished Service Medal
- Army Distinguished Service Medal
- Silver Star
- Bronze Star
- Legion of Merit
- Distinguished Flying Cross
- Purple Heart